# Prosciurillus
Prosciurillus es un género de roedores miomorfos de la familia Sciuridae. Son endémicos de las Célebes.

## Especies
Se han descrito las siguientes especies:
- Prosciurillus abstrusus Moore, 1958
- Prosciurillus alstoni (Anderson, 1879)
- Prosciurillus leucomus (Müller & Schlegel, 1844)
- Prosciurillus murinus (Müller & Schlegel, 1844)
- Prosciurillus rosenbergii (Jentink, 1879)
- Prosciurillus topapuensis (Roux, 1910)
- Prosciurillus weberi (Jentink, 1890)